# Lepidochrysops robertsoni
Robertson’s Blue (Lepidochrysops robertsoni) là một loài bướm ngày thuộc họ Bướm xanh. Nó được tìm thấy ở Nam Phi, from the West Cape to the East Cape. Nó cũng được tìm thấy ở Orange Free State và possibly in Gauteng.
Sải cánh dài 28–32 mm đối với con đực và 29–33 mm đối với con cái. Con trưởng thành bay từ tháng 11 đến tháng 2. There is one extended generation per year.
Ấu trùng ăn Selago species, bao gồm Selago serrata. Third và later instar larvae feed on the brood of Camponotus niveosetus ants.